# Matteo Bisiani
Matteo Bisiani   (Monfalcone, 2 d'agost de 1978) és un arquer italià, ja retirat, guanyador de dues medalles olímpiques.
El 1996 va prendre part en els Jocs Olímpics d'Estiu d'Atlanta, on disputà dues proves del programa de tir amb arc. En la competició per equips, junt a Michele Frangilli i Andrea Parenti, guanyà la medalla de bronze, mentre en la competició individual fou novè. Quatre anys més tard, als Jocs de Sydney, tornà a disputar dues proves del programa de tir amb arc. En la competició per equips, junt a Michele Frangilli i Ilario Di Buò, guanyà la medalla de plata, mentre en la competició individual fou vint-i-unè.
En el seu palmarès també destaquen tres medalles en el Campionat del Món, d'or el 1999 i de plata el 1995 i 2001, una medalla de plata en el Campionat d'Europa de 1996, així com una medalla de plata en els Jocs del Mediterrani de 1997.